# Championnat de Suède féminin de handball
Le championnat de Suède féminin de handball est le plus haut niveau de compétition de clubs féminins de handball en Suède.
Vainqueur de son 17e championnat en 2024, l'IK Sävehof est le plus titré.

## Palmarès saison régulière
Svenska mästerskapet
- 1951 - Kvinnliga IK Sport
- 1952 - Kvinnliga IK Sport
- 1953 - Kvinnliga IK Sport
- 1954 - Kvinnliga IK Sport
- 1955 - Kvinnliga IK Sport
- 1956 - IF Guif
- 1957 - Kvinnliga IK Sport
- 1958 - Kvinnliga IK Sport
- 1959 - Kvinnliga IK Sport
- 1960 - Kvinnliga IK Sport
- 1961 - Kvinnliga IK Sport
- 1962 - IK Ymer
- 1963 - IK Bolton
- 1964 - Kvinnliga IK Sport
- 1965 - IK Bolton
- 1966 - IK Bolton
- 1967 - IK Bolton
- 1968 - IK Bolton
- 1969 - Kvinnliga IK Sport
- 1970 - Borlänge HK
- 1971 - Kvinnliga IK Sport

Allsvenskan
- 1972 - Kvinnliga IK Sport
- 1973 - Borlänge HK
- 1974 - Stockholmspolisens IF
- 1975 - Stockholmspolisens IF
- 1976 - Stockholmspolisens IF
- 1977 - Stockholmspolisens IF
- 1978 - Borlänge HK
- 1979 - Stockholmspolisens IF
- 1980 - Stockholmspolisens IF
- 1981 - Stockholmspolisens IF
- 1982 - Stockholmspolisens IF
- 1983 - Stockholmspolisens IF
- 1984 - Stockholmspolisens IF
- 1985 - Stockholmspolisens IF
- 1986 - Irsta HF
- 1987 - Tyresö HF
- 1988 - Tyresö HF
- 1989 - Tyresö HF

Elitserien
- 1990 - Stockholmspolisens IF
- 1991 - Irsta HF
- 1992 - Skånela IF
- 1993 - IK Sävehof
- 1994 - Sävsjö HK
- 1995 - Sävsjö HK
- 1996 - Sävsjö HK
- 1997 - Sävsjö HK
- 1998 - Sävsjö HK
- 1999 - Sävsjö HK
- 2000 - IK Sävehof
- 2001 - Skuru IK
- 2002 - Eslövs IK
- 2003 - Eslövs IK
- 2004 - Skuru IK
- 2005 - Skuru IK
- 2006 - IK Sävehof
- 2007 - IK Sävehof
- 2008 - Skövde HF
- 2009 - IK Sävehof
- 2010 - IK Sävehof
- 2011 - IK Sävehof
- 2012 - IK Sävehof
- 2013 - IK Sävehof
- 2014 - IK Sävehof
- 2015 - IK Sävehof
- 2016 - IK Sävehof

Svensk handbollselit
- 2017 - H 65 Höör
- 2018 - IK Sävehof
- 2019 - IK Sävehof
- 2020 - Annulé[1]
- 2021 - Skuru IK
- 2022 - IK Sävehof
- 2023 - IK Sävehof
- 2024 - IK Sävehof
- 2025 - à venir

## Bilan
| Rang | Club                  | Titres | Saisons                                                                                              |
| ---- | --------------------- | ------ | --- |
| 1    | IK Sävehof            | 17     | 1993, 2000, 2006, 2007, 2009, 2010, 2011, 2012, 2013, 2014, 2015, 2016, 2018, 2019, 2022, 2023, 2024 |
| 2    | Kvinnliga IK Sport    | 14     | 1951, 1952, 1953, 1954, 1955, 1957, 1958, 1959, 1960, 1961, 1964, 1969, 1971, 1972                   |
| 3    | Stockholmspolisens IF | 12     | 1974, 1975, 1976, 1977, 1979, 1980, 1981, 1982, 1983, 1984, 1985, 1990                               |
| 4    | Sävsjö HK             | 6      | 1994, 1995, 1996, 1997, 1998, 1999                                                                   |
| 5    | IK Bolton             | 5      | 1963, 1965, 1966, 1967, 1968                                                                         |
| 6    | Skuru IK              | 4      | 2001, 2004, 2005, 2021                                                                               |
| 7    | Borlänge HK           | 3      | 1970, 1973, 1978                                                                                     |
| 7    | Tyresö HF             | 3      | 1987, 1988, 1989                                                                                     |
| 9    | Irsta HF              | 2      | 1986, 1991                                                                                           |
| 9    | Eslövs IK             | 2      | 2002, 2003                                                                                           |
| 11   | IF Guif               | 1      | 1956                                                                                                 |
| 11   | IK Ymer               | 1      | 1962                                                                                                 |
| 11   | Skånela IF            | 1      | 1992                                                                                                 |
| 11   | Skövde HF             | 1      | 2008                                                                                                 |
| 11   | H 65 Höör             | 1      | 2017                                                                                                 |

## Classement EHF
Le Coefficient EHF permet d'établir les classements des performances des différentes fédérations de handball membres de la Fédération européenne de handball (EHF). Pour la saison 2023-2024, le classement 2022 est fondé sur les résultats des fédérations entre la saison 2019-2020 et la saison 2021-2022 et la Suède est alors classée à la 10e place :
| Rang                   | Championnat | Coeff. | Places |
| ---------------------- | ----------- | ------ | ------ |
| 1                      | Norvège     | 185,67 | 1      |
| 2                      | Hongrie     | 172,33 | 1      |
| 3                      | France      | 168,33 | 1      |
| 4                      | Russie      | 139,00 | 0      |
| 5                      | Danemark    | 127,00 | 1      |
| 6                      | Roumanie    | 124,00 | 1      |
| 7                      | Monténégro  | 95,00  | 1      |
| 8                      | Slovénie    | 84,67  | 1      |
| 9                      | Allemagne   | 64,67  | 1      |
| 10                     | Suède       | 53,50  | 0      |
| 11 à 50 : aucune place |             |        |        |

L'historique du classement de la Suède est :
| Saison | 06 | 07 | 08 | 09 | 10 | 11 | 12 | 13 | 14 | 15 | 16 | 17 | 18 | 19 | 20 | 21 | 22 |
| ------ | -- | -- | -- | -- | -- | -- | -- | -- | -- | -- | -- | -- | -- | -- | -- | -- | -- |
| Rang   | 26 | 27 | 29 | 25 | 22 | 19 | 15 | 15 | 12 | 11 | 10 | 10 | 10 | 10 | 10 | 11 | 10 |